# Premodern építészet Magyarországon
A magyarországi premodern építészet Magyarországon megjelenő ága az 1910-es években.

## Története
Magyarországon valószínűleg a geometrikus jugendstilből („német szecesszió”) fejlődött ki az irányzat, míg az előbbit például Révész Sámuel és Kollár József részesítette előnyben, Haász Gyula és Málnai Béla már egyértelműen a premodern építészethez sorolhatók. Vidor Emilnél olykor népies stílussal keveredett használata.

## Premodern jellemzőket (is) felmutató épületek tervezők szerint
- Az alábbi esetekben különböző források különbözőképpen határozhatják meg az egyes épületek stílusát. Elsősorban a szecessziós és a korai art déco építészettellehetnek átfedések.

### Ágoston Emil
| Kép | Név             | Helyszín                  | Építés ideje | Megjegyzés                                |
| --- | --------------- | ------------------------- | ------------ | ----------------------------------------- |
|     | Lóránt-bérház   | Budapest, Balzac u. 8-10. | 1909–1910    | Középkorias formákat is felmutató épület. |
|     | Stephani-bérház | Budapest, Balzac u. 9.    | 1910         |                                           |

### Haász GyulaésMálnai Béla
| Kép | Név                                      | Helyszín                       | Építés ideje | Megjegyzés |
| --- | ---------------------------------------- | ------------------------------ | ------------ | ---------- |
|     | Schiffer-bérház                          | Budapest, Verseny u. 8.        | 1909–1910    |            |
|     | bérház                                   | Budapest, Eötvös u. 29.        | 1910         |            |
|     | bérházak                                 | Budapest, Kresz Géza u. 24-26. | 1910         |            |
|     | Förstner-bérház                          | Budapest, Visegrádi u. 23.     | 1910         |            |
|     | bérház                                   | Budapest, Népszínház utca 35.  | 1911         |            |
|     | bérház                                   | Budapest, Tátra u. 3.          | 1911–1912    |            |
|     | bérház                                   | Budapest, Tátra u. 4.          | 1911–1912    |            |
|     | Nádor utcai Cseh–Magyar Iparbank épülete | Budapest, Nádor utca 6.        | 1912–1913    |            |
|     | bérház                                   | Budapest, Bartók Béla út 50.   | 1914–1915    |            |

### Jónás Dávid és Jónás Zsigmond
| Kép | Név                                       | Helyszín                                | Építés ideje | Megjegyzés                                                          |
| --- | ----------------------------------------- | --------------------------------------- | ------------ | ------------------------------------------------------------------- |
|     | Kőrösi Csoma Sándor úti kislakásos bérház | Budapest, Kőrösi Csoma Sándor út 36-38. | 1911         | Épült Bárczy István kislakás- és iskolaépítési programja keretében. |

Jónás Dávid
.
.
.
.
Tolnai Nyomda

### Klinger József
| Kép | Név            | Helyszín                        | Tervező   | Építés ideje             | Megjegyzés |
| --- | -------------- | ------------------------------- | --------- | ------------------------ | ---------- |
|     | Klinger-bérház | Budapest, Marek József utca 29. | 1899–1900 | A szerzőség bizonytalan. |            |

### Lajta Béla
| Kép | Név                                               | Helyszín                      | Tervező    | Építés ideje | Megjegyzés |
| --- | ------------------------------------------------- | ----------------------------- | ---------- | ------------ | --- |
|     | Gróf Széchenyi István Felsőkereskedelmi Fiúiskola | Budapest, Vas utca 9-11.      | Lajta Béla | 1909–1912    | Ma: BGSZC Széchenyi István Kereskedelmi Szakgimnáziuma. Épült Bárczy István kislakás- és iskolaépítési programja keretében. Az iskola art déco jellegű tornyai nem épültek meg. |
|     | Erzsébetvárosi Takarékpénztár                     | Budapest, Rákóczi út 18.      | Lajta Béla | 1911         | |
|     | Rózsavölgyi-ház                                   | Budapest, Szervita tér 5.     | Lajta Béla | 1911–1912    | |
|     | Harsányi-ház                                      | Budapest, Népszínház utca 19. | Lajta Béla | 1911–1912    | |

### Löffler Samu SándorésLöffler Béla
| Kép | Név                       | Helyszín                    | Építés ideje | Megjegyzés                             |
| --- | ------------------------- | --------------------------- | ------------ | -------------------------------------- |
|     | bérház                    | Budapest, Hernád u. 22.     | 1910         |                                        |
|     | bérház                    | Budapest, Izabella u. 34.   | 1910         | Premodernbe hajló szecessziós stílusú. |
|     | bérház                    | Budapest, Rákóczi út 14.    | 1912         |                                        |
|     | Rosenberg áru- és lakóház | Budapest, Rákóczi út 74-76. | 1914–1915    |                                        |

### Löllbach Kálmán
| Kép | Név                   | Helyszín                      | Építés ideje | Megjegyzés |
| --- | --------------------- | ----------------------------- | ------------ | --- |
|     | elemi iskola és óvoda | Budapest, Osztag utca 25/A-B. | 1910         | A épület: később Irinyi János Gimnázium, jelenleg használaton kívül; B épület: később Ihász Dániel Közlekedésgépészeti Szakközépiskola és Gimnázium, jelenleg használaton kívül. |

### Lukács BélaésRácz Manó
| Kép | Név                | Helyszín              | Építés ideje | Megjegyzés                                    |
| --- | ------------------ | --------------------- | ------------ | --------------------------------------------- |
|     | Schlesinger-bérház | Budapest, Váci út 32. | 1910         | Premodernbe hajló szecessziós stílusú épület. |

### Matouschek, Franz
| Kép | Név                | Helyszín                      | Építés ideje | Megjegyzés |
| --- | ------------------ | ----------------------------- | ------------ | ---------- |
|     | Rákos Manó villája | Budapest, Cházár András u. 5. | 1909         |            |

### Medgyes Alajos
| Kép | Név                                 | Helyszín                                         | Építés ideje | Megjegyzés                                                          |
| --- | ----------------------------------- | ------------------------------------------------ | ------------ | ------------------------------------------------------------------- |
|     | bérház                              | Budapest, Visegrádi u. 48. / Victor Hugo u. 14.  | 1909–1911    | Premodernbe hajló geometrikus szecessziós ház.                      |
|     | Nyomorék Gyermekek Otthona          | Budapest, Mexikói út 63.                         | 1909–1913    |                                                                     |
|     | Teichner-bérház                     | Budapest, Visegrádi u. 9. / Katona József u. 13. | 1911         | Premodernbe hajló geometrikus szecessziós ház.                      |
|     | Az Építőmunkások Aréna úti Székháza | Budapest, Dózsa György út 68.                    | 1911         |                                                                     |
|     | Lehel utcai műhelyház               | Budapest, Lehel u. 14.                           | 1911 k.      | Épült Bárczy István kislakás- és iskolaépítési programja keretében. |

### Nagy IzsóésBenedict Gyula
| Kép | Név              | Helyszín                                        | Építés ideje | Megjegyzés                             |
| --- | ---------------- | ----------------------------------------------- | ------------ | -------------------------------------- |
|     | Bamberger-bérház | Budapest, Csanády u. 11.                        | 1911 k.      | A tervezőpáros szerzősége bizonytalan. |
|     | Lemberger-bérház | Budapest, Csanády u. 13. / Hegedüs Gyula u. 43. | 1912         |                                        |

### Nagy Virgil
| Kép | Név                              | Helyszín                   | Építés ideje | Megjegyzés |
| --- | -------------------------------- | -------------------------- | ------------ | ---------- |
|     | Székesfővárosi kislakásos bérház | Budapest, Margit körút 64. | 1911–1912    |            |

### Óváry Artúr
| Kép | Név                                                    | Helyszín                      | Építés ideje | Megjegyzés                    |
| --- | ------------------------------------------------------ | ----------------------------- | ------------ | ----------------------------- |
|     | „Papház” (a Szent László Társulat székháza és imaháza) | Budapest, Szent László út 26. | 1912         | Premodern-szecessziós épület. |

### Reichl Kálmán
| Kép | Név                           | Helyszín                       | Építés ideje | Megjegyzés                                                                              |
| --- | ----------------------------- | ------------------------------ | ------------ | --------------------------------------------------------------------------------------- |
|     | Cukor utcai elemi iskola      | Budapest, Papnövelde utca 4-6. | 1911–1913    | ma: ELTE Apáczai Csere János Gyakorló Gimnázium és Kollégium                            |
|     | Kiscelli utcai elemi iskola   | Budapest, Kiscelli u. 78-82.   | 1911–1912    | ma: AKG (Alternatív Közgazdasági Gimnázium) Általános Iskola                            |
|     | Kelenföldi elektromos központ | Budapest, Hengermalom út 60.   | 1913–1933    | ma: Kelenföldi Erőmű. Az épületet Reichl 1926-os halála után Borbiró Virgil fejezte be. |

### Stettner GusztávésKrausz Gábor
| Kép | Név               | Helyszín                 | Építés ideje   | Megjegyzés |
| --- | ----------------- | ------------------------ | -------------- | ---------- |
|     | Hofstätter-bérház | Budapest, Rákóczi út 51. | 1911 vagy 1912 |            |

### Sterk Izidor
| Kép | Név                                     | Helyszín                       | Építés ideje | Megjegyzés |
| --- | --------------------------------------- | ------------------------------ | ------------ | ---------- |
|     | A Magyar Dohánykereskedelmi Rt. bérháza | Budapest, Hegedüs Gyula u. 40. | 1914         |            |

### Strausz Ödön
| Kép | Név                                 | Helyszín                     | Építés ideje | Megjegyzés                        |
| --- | ----------------------------------- | ---------------------------- | ------------ | --------------------------------- |
|     | Bissingen (Nippenburg) Ernő bérháza | Budapest, Damjanich utca 18. | 1914         | A tervező szerzősége bizonytalan. |

### Szabó Gyula
| Kép | Név                                             | Helyszín                        | Tervező     | Építés ideje   | Megjegyzés                                                          |
| --- | ----------------------------------------------- | ------------------------------- | ----------- | -------------- | ------------------------------------------------------------------- |
|     | székesfővárosi kislakásos bérház („Majmos ház”) | Budapest, Angyalföldi út 36-38. | Szabó Gyula | 1910–1911/1912 | Épült Bárczy István kislakás- és iskolaépítési programja keretében. |

### Tőry EmilésPogány Móric
| Kép | Név                                   | Helyszín                          | Építés ideje | Megjegyzés |
| --- | ------------------------------------- | --------------------------------- | ------------ | --- |
|     | Újpesti Állami Főgimnázium            | Budapest, Tanoda tér 1.           | 1911–1913    | ma: Újpesti Könyves Kálmán Gimnázium                                                                                         |
|     | Az Adriai Biztosító Társulat székháza | Budapest, Deák Ferenc utca 16-18. | 1912–1918    | később: Budapesti Rendőrkapitányság, ma: The Ritz-Carlton, Budapest hotel. Az épület art déco stílusú tornya nem készült el. |

### Vágó LászlóésVágó József
| Kép | Név                    | Helyszín                                | Építés ideje | Megjegyzés                                   |
| --- | ---------------------- | --------------------------------------- | ------------ | -------------------------------------------- |
|     | Árkád Bazár            | Budapest, Dohány utca 22-24.            | 1908–1909    | Szecessziós elemeket is felvonultató épület. |
|     | Schiffer-villa         | Budapest, Munkácsy Mihály u. 19/a       | 1910–1912    |                                              |
|     | Szent László Gimnázium | Budapest, Kőrösi Csoma Sándor út 28-34. | 1914–1915    |                                              |

### Vidor Emil
| Kép | Név                      | Helyszín | Építés ideje | Megjegyzés                                                                  |
| --- | ------------------------ | --- | ------------ | --------------------------------------------------------------------------- |
|     | a Palatinus Rt. bérházai | Budapest, Falk Miksa u. 5., 6-8. | 1910         | Premodern–népies stílus épület.                                             |
|     | a Palatinus Rt. bérházai | Budapest, Pozsonyi út 2-18. / Jászai Mari tér 5-6. / Újpesti rakpart 1-9. / Katona József u. 26-28., 39-41. / Radnóti Miklós u. 38-40. | 1910–1912    | Geometrikus jugendstil és népies szecesszió is megfigyelhető az épületeken. |
|     | a Palatinus Rt. bérházai | Budapest, Alkotmány u. 4. / Szalay u. 3. / Honvéd u. 14-18. / Vajkay u. 1-5.                                                           | 1911–1912    | Premodern–népies stílus épület.                                             |

### Wälder Gyula
| Kép | Név                              | Helyszín                   | Építés ideje | Megjegyzés                                                          |
| --- | -------------------------------- | -------------------------- | ------------ | ------------------------------------------------------------------- |
|     | Székesfővárosi kislakásos bérház | Budapest, Alföldi utca 18. | 1910 k.      | Épült Bárczy István kislakás- és iskolaépítési programja keretében. |

### Tervező nem ismert
| Kép | Név            | Helyszín                        | Építés ideje | Megjegyzés |
| --- | -------------- | ------------------------------- | ------------ | ---------- |
|     | bérház         | Budapest, Verseny u. 14.        | 1910 k.      |            |
|     | bérház         | Budapest, Verseny u. 18.        | 1910 k.      |            |
|     | bérház         | Budapest, Damjanich utca 38.    | 1910 k.      |            |
|     | Budafoki Erőmű | Budapest, Fehérvári út 202. (?) | 1914         |            |
|     | bérház         | Budapest, Podmaniczky út 67.    | 1914–1915    |            |
|     | bérház         | Budapest, Mester u.             |              |            |
|     | bérház         | Budapest, Mester u.             |              |            |
|     | bérház         | Budapest, Mester u.             |              |            |
|     | bérház         | Budapest, Mester u.             |              |            |
|     | bérház         | Budapest, Mester u. / Haller út |              |            |
|     | bérház         | Budapest, Mester u. / Haller út |              |            |

## Egyéb irodalom
- Mendöl Zsuzsa: Málnai Béla, Akadémiai Kiadó, Budapest, 1974 (Architektúra-sorozat)